# Góry Watkinsa

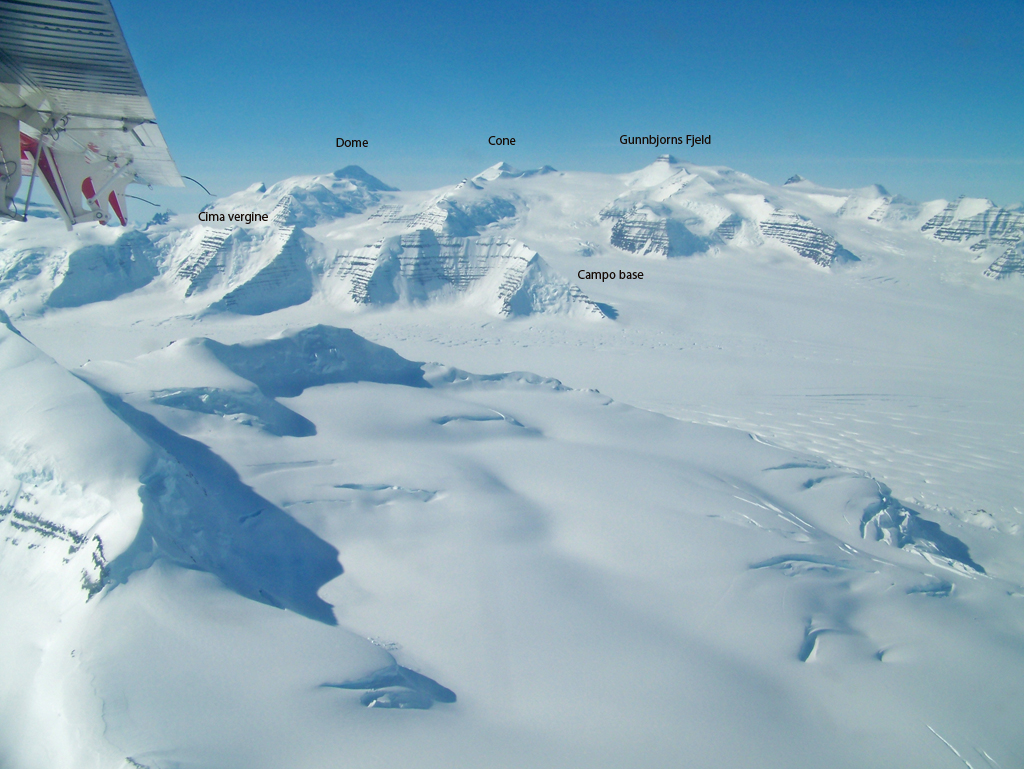
Widok na Góry Watkinsa

Góry Watkinsa (ang. Watkins Range) – najwyższe pasmo górskie na Grenlandii, położone w jej wschodniej części. Góry w całości pokryte są grubym lądolodem, dlatego ich szczyty mają postać nunataków. Góry Watkinsa zostały dokładnie zbadane dopiero w 2004 roku. Wysokość wielu szczytów górskich przekracza 3000 m n.p.m.
Najwyższymi z nich są:
1. Góra Gunnbjørna (3694 m n.p.m.)
2. Dome (3682 m n.p.m.)
3. Cone (3669 m n.p.m.)